# Sluggish cognitive tempo
Sluggish cognitive tempo (SCT) is een beschrijvende term die wordt gebruikt om een blijkbaar homogene groep binnen de AD/HD-PI-classificatie (in Nederland vaak aangeduid met ADD) in het Diagnostic and Statistical Manual of Mental Disorders, vierde editie nauwkeuriger te omschrijven. Schattingen zijn dat de SCT-populatie 30 - 50% van de ADD (AD/HD-PI) populatie uitmaakt.
SCT is een sociaal-emotionele stijl die wordt gekenmerkt door ‘dagdromen’, ‘in de war zijn’, ‘in het niets staren’, ‘vertraagd reageren’ en ‘ongemotiveerd zijn’. Degenen met een SCT-profiel hebben in veel opzichten de tegenovergestelde symptomen van degenen met ADHD: in plaats van hyperactief, extravert, opdringerig en risicozoekend, zijn degenen met SCT-symptomen passief, dromerig, verlegen en zowel lichamelijk als geestelijk hypo-actief. SCT heeft andere risico's en gevolgen.
Hun gedrag is sloom en ze verwerken informatie langzamer. Een belangrijk kenmerk is dat ze vaak een gebrek aan motivatie vertonen. Er is sprake van een gebrek aan energie voor alledaagse klusjes en ze zoeken door hun onderprikkelde hersenen consequent naar bezigheden die geestelijk meer uitdaging bieden. Mensen met SCT-symptomen hebben een kwalitatief ander soort aandachtstekort; meer gerelateerd aan feitelijke informatie input-outputproblemen, zoals toegang tot het geheugen en het actieve werkgeheugen. AD/HD-ers van het hyperactieve of gemengde subtype, aan de andere kant, zijn juist overdreven energiek en hebben geen problemen met het verwerken van informatie.

## Diagnose
Omdat de symptomen van SCT niet voorkomen in enig medisch handboek, worden degenen met duidelijk aanwezige SCT symptomen gediagnosticeerd als AD/HD-PI. In 2012 werd overwogen om SCT in de DSM-5, die verschenen is in mei 2013, op te nemen.

## Oorzaken
Net als het geval is bij AD/HD, lijken degenen met SCT-symptomen een aandoening te hebben die genetisch bepaald is. Over deze groep is veel minder bekend, maar de klachten lijken erop te wijzen dat het probleem zit in de prefrontale cortex van de hersenen, en in moeilijkheden met het werkgeheugen. De 7-repeat allele polymorphism van het DRD4-gen wordt sterker met deze groep in verband gebracht dan met de andere typen AD/HD.
De indruk leeft dat zowel SCT als AD/HD herleid kunnen worden tot tekorten aan dopamine en adrenaline. Dit verklaart de werkzaamheid van stimulerende medicijnen zoals amfetaminen bij de behandeling van deze aandoeningen.

## Behandeling
Tot 90% van de kinderen met AD/HD (hyperactieve of gemengde subtypen) reageert goed op methylfenidaat (Ritalin) bij gemiddelde tot hogere doseringen. Aan de andere kant heeft een flink deel van de kinderen met ADD (AD/HD-PI) niet veel baat bij Ritalin, en als het wel aanslaat, dan is dat bij een veel lagere dosering. Laboratoriumproeven hebben aangetoond dat lage doseringen Ritalin noradrenalinespiegels kunnen verhogen.
Degenen met ADD (AD/HD-PI) reageren vaak wel goed op amfetaminen, zoals Adderall. Hoewel methylfenidaat en amfetaminen in veel opzichten gelijke effecten hebben (ze remmen bijvoorbeeld allebei de heropname van de neurotransmitters dopamine en noradrenaline), stimuleren amfetamines daarnaast ook de vrijgave van deze neurotransmitters. Deze positieve effecten ondersteunen de hypothese dat SCT te maken heeft met tekorten aan neurotransmitters.

## Prognose
AD/HD is een ontwikkelingsstoornis, wat betekent dat zekere kenmerken zich trager ontwikkelen. Deze kenmerken ontwikkelen zich doorgaans wel bij AD/HD-ers, maar veel langzamer dan bij de gemiddelde persoon. In geval van AD/HD wordt geschat dat deze vertraging bij de ontwikkeling van specifieke vaardigheden zoals selectieve aandacht wel 30 - 40% kan bedragen. Symptomen van AD/HD zijn vaak zichtbaar tegen de tijd dat het kind naar de basisschool gaat. SCT symptomen zijn doorgaans pas later duidelijk zichtbaar in vergelijking. Deze kinderen hebben meer problemen met het schoolwerk, maar veel minder sociale problemen vergeleken met degenen met hyperactieve en gemengde AD/HD.
Selectieve aandachtsproblemen bij degenen met SCT worden duidelijk in het schoolwerk: ze maken doorgaans meer fouten bij hun werk. Degenen met de andere types AD/HD hebben dit probleem niet. Degenen met SCT hebben problemen met het verbaal terughalen uit het langetermijngeheugen en hebben ook grotere problemen op visueel-ruimtelijk gebied. Ze hebben problemen met hun werkgeheugen, wat beschreven wordt als de mogelijkheid om meerdere dingen in de geest vast te houden en te kunnen bewerken en daarbij tegelijk deze informatie tegen interne afleiding te beschermen. Daarom zijn mentale vaardigheden als rekenen, lezen en abstract redeneren vaak moeilijker voor degenen met SCT-symptomen. Ze hebben ook een rommeliger gedachtenproces, zijn slordiger en verliezen vaker dingen. Leerproblemen komen bij hen vaker voor. Er is duidelijk sprake van een grotere moeite bij het selecteren en filteren van zintuiglijke informatie, terwijl mensen met de andere typen AD/HD juist problemen met inhibitie hebben.
Onderzoek heeft aangetoond dat comorbide psychiatrische problemen vaker internaliserend van aard zijn bij SCT, zoals angststoornissen, depressies en sociale problemen. Hun typerende verlegenheid en trage reactie worden door anderen vaak opgevat als arrogantie of desinteresse. In groepsprocessen worden degenen met SCT nogal eens genegeerd. Degenen met de andere AD/HD-types worden doorgaans eerder afgewezen in sociale situaties door hun opdringerige of agressieve gedrag. Bij hen komen externaliserende problemen als verslaving, oppositioneel-opstandige gedragsstoornis, en, in mindere mate, antisociale gedragsstoornis voor.

## Preventie
Er is geen manier bekend om ADD (AD/HD-PI) te voorkomen. Sommige studies suggereren een verband tussen moeders die tijdens de zwangerschap roken en een grotere kans op AD/HD bij hun kinderen. Het voorkomen van roken, alcohol en drugs tijdens de zwangerschap zou kunnen helpen het risico op AD/HD en verwante stoornissen bij het nageslacht te verkleinen.

## Geschiedenis van de term SCT
Sloomheid, sufheid en dagdromen waren de kenmerken die in de DSM-III (in gebruik van 1980-1987) die aanwezig moesten zijn voor de diagnose van attention deficit disorder zonder hyperactiviteit. In een studie naar deze symptomen (Lahey et al., 1988) stelden de auteurs, "deze symptomen bleken statistisch een afzonderlijke factor te zijn" en bundelden deze kenmerken onder de naam sluggish cognitive tempo (langzaam cognitief tempo). Het bleek dat deze sluggish cognitive tempo (SCT) factor statistisch relevant gecorreleerd was aan de onoplettende factor, maar alleen als hyperactive en impulsieve symptomen afwezig waren.
De SCT-symptomen werden in 1988 van de onoplettende symptoom lijst verwijderd, omdat ze een lage negatieve voorspellende factor voor de onoplettende subgroep bleken te zijn, en omdat de DSM-auteurs en redacteurs de onoplettende symptomen voor alle AD/HD-deelgroepen gelijk wilden trekken. De aanwezigheid van SCT-symptomen leken onoplettendheid wel te kunnen voorspellen, maar omgekeerd voorspelde de afwezigheid van deze symptomen niet de afwezigheid van onoplettendheid. Deze analyse nam de mogelijk niet in overweging dat de SCT symptomen een aparte groep binnen de ADD (AD/HD-PI) zouden kunnen voorspellen en dat daarmee de ADD (AD/HD-PI) deelgroep feitelijk heterogeen zou zijn.
In de DSM-IV, met zijn nieuwe classificatie van symptomen voor ADD (AD/HD-PI) hebben 50 - 70% van degenen die deze diagnose krijgen net niet voldoende hyperactief-impulsieve symptomen voor een AD/HD-C-diagnose (ADHD). Mensen met AD/HD gecombineerd type (AD/HD-C) en voornamelijk hyperactief-impulsief type (ADHD-PHI) groeien na hun kindertijd nogal eens over een aantal, of zelfs de meeste, van hun hyperactieve symptomen heen terwijl de onoplettende symptomen doorgaans blijven. In tegenstelling tot hen hebben degenen met SCT vanaf hun vroege jeugd alleen maar onoplettende kenmerken gehad en weinig tot helemaal geen geschiedenis van hyperactiviteit of impulsiviteit. Dr. Russell Barkley heeft voorgesteld dat de DSM-IV-aanduiding van AD/HD-PI (ADD) enkel gebruikt wordt voor degenen die puur onoplettende symptomen vertonen en dat degenen die in hun geschiedenis zelfs maar enige hyperactiviteit vertoonden worden ingedeeld bij AD/HD-C (gecombineerd type). Op dit moment is het zo dat iemand een paar hyperactieve symptomen kan hebben en dan toch een AD/HD-PI (ADD) diagnose krijgt. Weer anderen zijn van mening dat SCT zou moeten worden geclassificeerd als een nieuwe, aparte stoornis in de volgende editie van de DSM.

## Disexecutief functioneringssyndroom
Het executieve systeem van de hersenen coördineert acties en strategieën bij alledaagse bezigheden. Disexecutief functioneringssyndroom is gedefinieerd als "een cluster van beperkingen die doorgaans geassocieerd worden met schade aan de frontale cortex van de hersenen" en omvatten "moeilijkheden met hoog-niveautaken zoals planning, organiseren, opstarten, het bewaken en aanpassen van gedrag."
Adele Diamond heeft recent gesteld dat de kern van het cognitieve tekort bij mensen met AD/HD-PI (ADD) het werkgeheugen betreft, of zoals ze het verwoordde in haar recente artikel over dit onderwerp, "childhood-onset dysexecutive syndrome":
- "Lesmethoden die een sterk beroep doen op het werkgeheugen zullen mensen met ADD disproportioneel benadelen".
- "taalvaardigheidsproblemen komen vaak voor samen met ADD, en het wordt gesuggereerd dat dat een deel van de reden zou kunnen zijn dat linguïstische vaardigheden, speciaal verbale, zo'n zwaar beroep doen op het werkgeheugen. Ruimtelijke en artistieke vaardigheden, aan de andere kant, zijn vaak voorbehouden aan mensen met ADD - of in ieder geval veel sterker ontwikkeld."
- "Het tekort aan werkgeheugen bij veel kinderen met ADD gaat samen met opvallend langzame reactietijden: deze hebben doorgaans een recht evenredige relatie met problemen met het werkgeheugen in het algemeen".
- "Mensen met ADD hebben problemen met het handhaven van een voldoende hoog motivatieniveau om een taak af te maken ... ze gaan op een gegeven moment op zoek naar iets anders om te doen of aan te denken omdat ze zich vervelen ... om een algemene onderprikkeldheid tegen te gaan"[2]